# Taeniodera beaudouini
Taeniodera beaudouini är en skalbaggsart som beskrevs av Pavicevic 1984. Taeniodera beaudouini ingår i släktet Taeniodera och familjen Cetoniidae. Inga underarter finns listade i Catalogue of Life.